# George Ellis (athlétisme)
Pour les articles homonymes, voir George Ellis et Ellis.
George Stuart Ellis, né le 7 septembre 1932 à South Shields et mort le 17 juin 2023, est un ancien athlète britannique qui était parmi les meilleurs sprinters européens dans les années 1950.
Aux championnats d'Europe de 1954 à Berne, il a remporté trois médailles.

## Palmarès

### Championnats d'Europe d'athlétisme
- Championnats d'Europe d'athlétisme de 1954 à Berne ( Suisse)
  -  Médaille de bronze sur 100 m
  -  Médaille de bronze sur 200 m
  -  Médaille d'argent en relais 4 × 100 m

### Jeux de l'Empire britannique et du Commonwealth
- Jeux de l'Empire britannique et du Commonwealth de 1954 à Vancouver ( Canada)
  - éliminé en demi-finale sur 100 yard
  - 6e sur 220 yard
  - 4e en relais 4 × 110 yard